# Angelo River
Der Angelo River ist ein Fluss im Nordwesten des australischen Bundesstaates Western Australia. Er liegt in der Region Pilbara.

## Geografie
Der Fluss entspringt an den Südwesthängen der Ophthalmia Range und fließt zunächst nach Südwesten. Bei der Siedlung Turee Creek wendet er seinen Lauf nach Westen. Die Angelo River Mine und das Angelo River Prospect, eine Uranlagerstätte, liegen am Fluss. Nördlich des Mount Boggola und des Mount Bresnahan mündet der Angelo River in den Ashburton River.

### Nebenflüsse mit Mündungshöhen
- Boonanachi Creek – 492 m
- Indabiddy Creek – 468 m
- Divide Creek – 435 m
- Bukardi Creek – 410 m
- Kennedy Creek – 343 m
- Cherrybooka Creek – 306 m[1]

## Geschichte
Der Fluss wurde 1887 von Robert McPhee, einem Prospektor in dieser Gegend, nach Colonel Fox Angelo, einem Regierungsbeamten in Roebourne und nachmaligem Superintendenten von Rottnest Island, benannt.
Die Aborigines der Stämme Ngarlawongga und Banjima haben Traumzeitlieder über den Ursprung der schwarzen Flussgoannas, die in diesem Fluss entstanden sein sollen. Die Schwarzkopfpython (Aspidites melanocephalus) soll im Nebenfluss Indabiddy Creek entstanden sein.